# Satyrium sylvinus
Satyrium sylvinus is een vlinder uit de familie van de Lycaenidae. De wetenschappelijke naam van de soort werd in 1852 gepubliceerd door Jean Baptiste Boisduval.

## Ondersoorten
- Satyrium sylvinus sylvinus
- Satyrium sylvinus dryope Edwards, 1870
- Satyrium sylvinus putnami (H. Edwards, 1877)
- Satyrium sylvinus itys (Edwards, 1882)
- Satyrium sylvinus desertorum (Grinnell, 1917)
- Satyrium sylvinus nootka Fisher, 1998
- Satyrium sylvinus megapallidum Austin, 1998